# Juan Fernández de Heredia

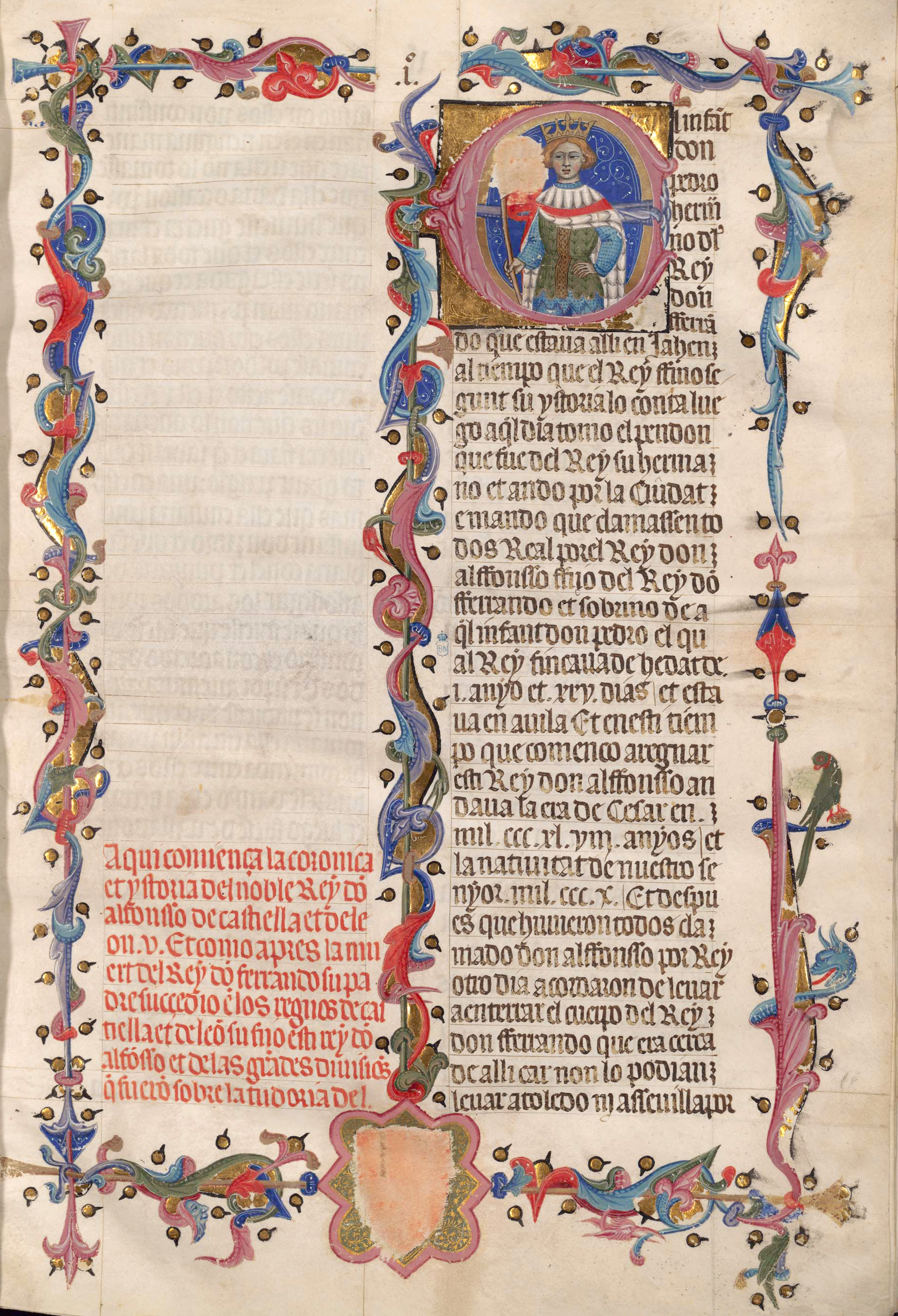
Juan Fernández de Heredia: Grant Cronica de Espanya, ca. 1390.

Jean Fernandez de Heredia (ur. ok. 1310, zm. 1396 w Awinionie) – 32 wielki mistrz zakonu joannitów w latach 1376–1396. Od 1383 jego konkurentem był Riccardo Caracciolo, jednak joannici na Rodosie pozostali lojalni wobec Heredii.

## Życiorys
Urodził się w królestwie Aragonii, w gminie Munébrega. Do joannitów wstąpił w roku 1328. Był dowódcą zamków Villel, Aliaga, i Alfambra. Popierał Piotra IV i walczył po jego stronie w bitwie pod Epilą w 1348.